# Ryo Nishiguchi
Ryo Nishiguchi (西口 諒 Nishiguchi Ryo?, nacido el 4 de noviembre de 1990 en Shiga) es un futbolista japonés que se desempeña como defensa.

## Trayectoria

### Clubes
| Club               | País  | Año    |
| ------------------ | ----- | ------ |
| AC Nagano Parceiro | Japón | 2014 - |

## Estadística de carrera

### J. League
| Club               | Año   | J. League | J. League | Copa J. League | Copa J. League | Total | Total |
| Club               | Año   | Part.     | Goles     | Part.          | Goles          | Part. | Goles |
| ------------------ | ----- | --------- | --------- | -------------- | -------------- | ----- | ----- |
| AC Nagano Parceiro | 2014  | 32        | 1         | -              | -              | 32    | 1     |
| AC Nagano Parceiro | 2015  | 20        | 3         | -              | -              | 20    | 3     |
| AC Nagano Parceiro | 2016  | 11        | 0         | -              | -              | 11    | 0     |
| AC Nagano Parceiro | 2017  | 13        | 1         | -              | -              | 13    | 1     |
| Total              | Total | 76        | 5         | 0              | 0              | 76    | 5     |